# Djurado
Djurado è un film del 1966, diretto da Giovanni Narzisi.

## Trama
Djurado, detto Golden Poker perché imbattibile con le carte, arriva a Silvermine, paese di poveri abitanti, ma ricco sotto il terreno. Qui imperversa Tucan, uomo pieno di denaro disposto a tutto pur di impossessarsi delle preziose miniere locali. Djurado difende la fattoria e la famiglia della giovane Barbara.